# Antti Joensuu
Antti Ilmari Joensuu (né le 19 mars 1916 à Pori en Finlande et mort le 8 novembre 1963) est un pilote de chasse et as de l'aviation finlandais de la Seconde Guerre mondiale.

## Carrière
Antti Joensuu rejoignit les forces aériennes finlandaises en 1938. Il participa à la Guerre d'Hiver, lors de la tentative d'invasion soviétique de décembre 1939, au cours de laquelle, pilote de Gladiator, à la LeLv 26 (Escadre de chasse 26), il abattit, en une dizaine de jours quatre appareils ennemis, dont 2 bombardiers.
Lors de la Guerre de Continuation, qui vit la Finlande s'allier au Troisième Reich dans son offensive de juin 1941 contre l'Union soviétique, il participa aux premiers combats de cette nouvelle campagne. Celui que ses camarades d'escadrille avaient surnommé « Grand Jim », obtint une victoire contre un chasseur I-153, le 13 août 1941, aux commandes d'un Fiat G-50 FA-31. Peu après il opta pour une carrière d'officier, il quitta la LeLv 26 et fut promu au grade de vänrikki (aspirant) le 17 juillet 1942. Vers la fin de la guerre, après avoir obtenu le grade de luutnantti (lieutenant) le 13 avril 1943, il put se faire réaffecter au LeLv 26 pour suivre un stage de formation sur Messerschmitt Bf 109. Muté au HLeLv 34, le 27 juin 1944, il prit part aux combats de juin - juillet 1944, mais sans obtenir de nouveau succès.
À l'issue de la Seconde Guerre mondiale, il poursuivit, jusque dans les années 1960, une carrière d'officier au sein des forces aériennes finlandaises.

## Palmarès

### Tableau de chasse
Il fut crédité de 5 victoires homologuées, obtenues au cours de 100 missions de combat.
- Guerre d'Hiver :
- 12 février 1940 : 1 bombardier SB-2
- 13 février 1940 : 1 chasseur I-15bis
- 20 février 1940 : 1 bombardier Iliouchine DB-3
- 25 février 1940 : 1 avion de reconnaissance R-5

- Guerre de Continuation :
- 13 août 1941 : 1 chasseur I-153